# Nipaecoccus bolivianus
Nipaecoccus bolivianus är en insektsart som beskrevs av Williams och Granara de Willink 1992. Nipaecoccus bolivianus ingår i släktet Nipaecoccus och familjen ullsköldlöss. Inga underarter finns listade i Catalogue of Life.